# Ribautodelphax pallens
Ribautodelphax pallens är en insektsart som först beskrevs av Stsl 1854.  Ribautodelphax pallens ingår i släktet Ribautodelphax och familjen sporrstritar. Arten är reproducerande i Sverige. Inga underarter finns listade i Catalogue of Life.